# Hiromi Uehara
Hiromi Uehara (上原ひろみ, * 26. března 1979) je japonská jazzová skladatelka a pianistka. Proslavila se svou virtuózní technikou hry, energickými koncerty a svými skladbami, které jsou směsí jazzu, progressive rocku, vážné hudby a fusion.
Hiromi začala s klasickými kurzy na piano už v pěti letech. Když ji bylo 8, přivedla ji její učitelka k jazzu. Hiromi o ní říká: „Když chtěla, abych zahrála něco vášnivě, neřekla to v hudebních termínech, ale řekla mi, abych hrála červeně. Nebo, když jsem měla hrát něco smutného, řekla, abych to zahrála modře.” Na svůj věk dosahovala výborných výsledků, a tak jako vítězka jedné talentové soutěže mohla zahrát i v Praze jako sólistka s Českou filharmonií. To ji bylo teprve 14. V sedmnácti se v Tokiu měla možnost potkat s Chickem Coreou, od kterého dokonce dostala nabídku, aby si s ním následující den zahrála na jeho koncertě. Pak pár let skládala reklamní znělky pro různé japonské firmy, jako například Nissan. Pak následovala její studia na Berklee College of Music, kde studoval u Ahmada Jamala. Ještě před dokončením studií podepsala smlouvu s nahrávací společností Telarc.
Od vydání své debutové desky Another Mind (2003) Hiromi koncertuje se svým triem na jazzových festivalech po celém světě. Toto trio původně tvořili baskytarista Mitch Cohn a bubeník Dave DiCenso. V roce 2004 nahrála Hiromi své druhé album Brain, na kterém ji doprovází její přátelé z Berkeley: baskytarista Tony Grey a slovenský bubeník Martin Valihora. S nimi nahrává a koncertuje dodnes. Na dvou skladbách na albu Brain si jako host zahrál i Anthony Jackson.
V říjnu 2006 se na jednom vystoupení k tomuto triu přidal kytarista David Fiuczynski. Vzniká tak skupina Hiromi's Sonicbloom. Ten také hraje na albech Time Control a Beyond Standard a v současnosti s triem koncertuje. Fiuczynski ale vyučuje na Berkeley, takže, pokud nemůže koncertovat s triem, přebírá jeho roli na koncertech kytarista John Shannon.

## Diskografie
Studiová alba (jako "Hiromi")
- Another Mind (2003)
- Brain (2004)
- Spiral (2006)
- Place to Be (2009) (solo piano s hostující Akiko Jano v bonusové skladbě)

Studiová alba (jako "Hiromi's Sonicbloom")
- Time Control (2007)
- Beyond Standard (2008)

Studiová alba (jako "The Trio Project")
- Voice (2011)
- Move (2012)

DVD
- Hiromi Live in Concert (2005)
- Hiromi’s Sonicbloom Live in Concert (2007)

Ostatní
- Chick & Hiromi - Duet (2008 (Japonsko), 2009 (celosvětově)) (živé nahrávky s Chickem Coreou at the Tokyo Blue Note)
- The Stanley Clarke Trio (featuring Hiromi and Lenny White) - Jazz in the Garden (2009)
- Flashback - Triangle Soundtrack (2009)
- Tokyo Ska Paradise Orchestra - Goldfingers (2010) [2]